# Norman Cota
Norman Daniel "Dutch" Cota (Chelsea, Massachusetts 30 mei 1893 - 4 oktober 1971) was een Amerikaanse generaal uit de Tweede Wereldoorlog.

## Omaha Beach
Generaal Cota was assistent-divisiecommandant van de 29e Infanteriedivisie uit het Amerikaanse leger tijdens de landingen van D-Day op Omaha Beach. Tijdens de voorafgaande planning voor D-Day, was hij een fel tegenstander van landingen bij daglicht. Echter, hij kreeg zijn zin (nachtelijke landingen) niet.
Hij landde in de tweede ronde en was een van de hoogste officieren die aan land gingen tijdens de landingen op het strand. In ieder geval was hij met zijn 51 jaar verreweg de oudste. De aanval op Omaha Beach was volledig vast gelopen totdat Generaal Cota het initiatief nam en de soldaten motiveerde door te zetten. Op Omaha Beach werd het felste verzet geboden mede doordat geplande bombardementen door geallieerde vliegtuigen volledig mislukt waren. Onder leiding van Cota wisten de Amerikanen rond half negen vlak bij Vierville-sur-Mer een doorbraak te forceren. Hij leidde de eerste soldaten door het gat in de Duitse verdediging, alvorens de rest van de dag de verdere landingen en gevechten op het strand te coördineren. De landingen op Omaha Beach zouden na bittere gevechten alsnog succesvol zijn. Cota heeft daarin een aanzienlijke rol gespeeld. Hij werd dan ook onderscheiden met een Distinguished Service Cross en de Distinguished Service Order. In de weken die volgden verdiende Cota nog diverse onderscheidingen o.a. een Silver Star.

## Militaire loopbaan
- Second Lieutenant: april 1917
- First Lieutenant: mei 1917[1]
- Captain: 1923[2]
- Tijdelijke rang Major:[1]
- Major: 1935[2]
- Lieutenant-Colonel: 1 juli 1940[3]
- Tijdelijke rang Colonel: 13 december 1941[3]
- Tijdelijke rang Brigadier General: 2 februari 1943[3]
- Tijdelijke rang Major General: 4 september 1944[4]
- Major General: 30 juni 1946[3]

## Decoraties
- Distinguished Service Cross op 29 juni 1944
- Army Distinguished Service Medal
- Silver Star met een Eikenloof cluster
- Legion of Merit met een Eikenloof cluster
- Bronze Star met een Eikenloof cluster
- Purple Heart
- Overwinningsmedaille (Verenigde Staten)
- Amerikaanse Defensie Service Medaille
- Amerikaanse Campagne Medaille
- Europa-Afrika-Midden Oosten Campagne Medaille met zeven service sterren en een Arrowhead Device
- World War II Victory Medal
- Bezettingsmedaille voor het Leger
- Orde van Voorname Dienst
- Officier in het Legioen van Eer (Frankrijk)
- Croix de guerre (Frankrijk) met Palm

## Citaten
- Rangers, lead the way -- motivatie aan de commandant van het 5e Rangerbataljon. Deze zin is nu nog het motto van de U.S. Army Rangers.

- Gentlemen, we are being killed on the beaches. Let us go inland and be killed. -- Aansporing van de 29e Infanteriedivisie om landinwaarts te trekken.

## Film
In de film "The Longest Day" wordt zijn rol gespeeld door de acteur Robert Mitchum.

## Hürtgenwald
Later als commandant van de Amerikaanse 28e Infanteriedivisie, nam generaal-majoor Cota deel aan de Slag om het Hürtgenwald. Hij accordeerde ook het doodvonnis van Eddie Slovik, de enige Amerikaanse soldaat die geëxecuteerd werd vanwege desertie sinds de Amerikaanse Burgeroorlog.
Norman Cota ging in 1946 met pensioen in de rang van generaal-majoor.